# Mendota (Californië)
Mendota is een plaats (city) in Fresno County in het midden van de Amerikaanse staat Californië. Bij de census van 2010 telde de plaats 11.014 inwoners en met een landoppervlakte van 8,491 km² bedroeg de bevolkingsdichtheid 1.297 inwoners per vierkante kilometer.

## Geschiedenis
In 1891 was Mendota een op- en overslagplek van de Southern Pacific Railroad en de naam is door dat bedrijf ontleend aan Mendota in Illinois. Het eerste postkantoor werd in 1892 geopend en vijftig jaar later in 1942 kreeg het zijn eigen bestuur.

## Geografie
Mendota bevindt zich op 36°45′22″ noorderbreedte en 120°22′56″ westerlengte in het midden van Californië in de San Joaquin Valley op 53 meter hoogte. Het ligt in het westen van de county op ruim vijftig kilometer van de county seat Fresno. Ten noordoosten van Mendota komt het Delta-Mendota Canal samen met de San Joaquin in Mendota Pool en ten oosten stroomt de Fresno Slough. De totale oppervlakte bedraagt 4,499 km², waarvan het merendeel, namelijk 8,491 km², land is. Ten zuiden van de plaats ligt het Mendota Wildlife Area, een natuurgebied dat wordt beheerd door het California Department of Fish and Wildlife.

### Plaatsen in de nabije omgeving
De onderstaande figuur toont nabijgelegen plaatsen in een straal van 40 km rond Mendota.

### Klimaat
Mendota heeft een koud steppeklimaat, een zogenaamd BSk-klimaat volgens de klimaatclassificatie van Köppen. De gemiddelde jaartemperatuur bedraagt 16,8 °C en er valt jaarlijks zo'n 317,5 mm neerslag.

## Demografie

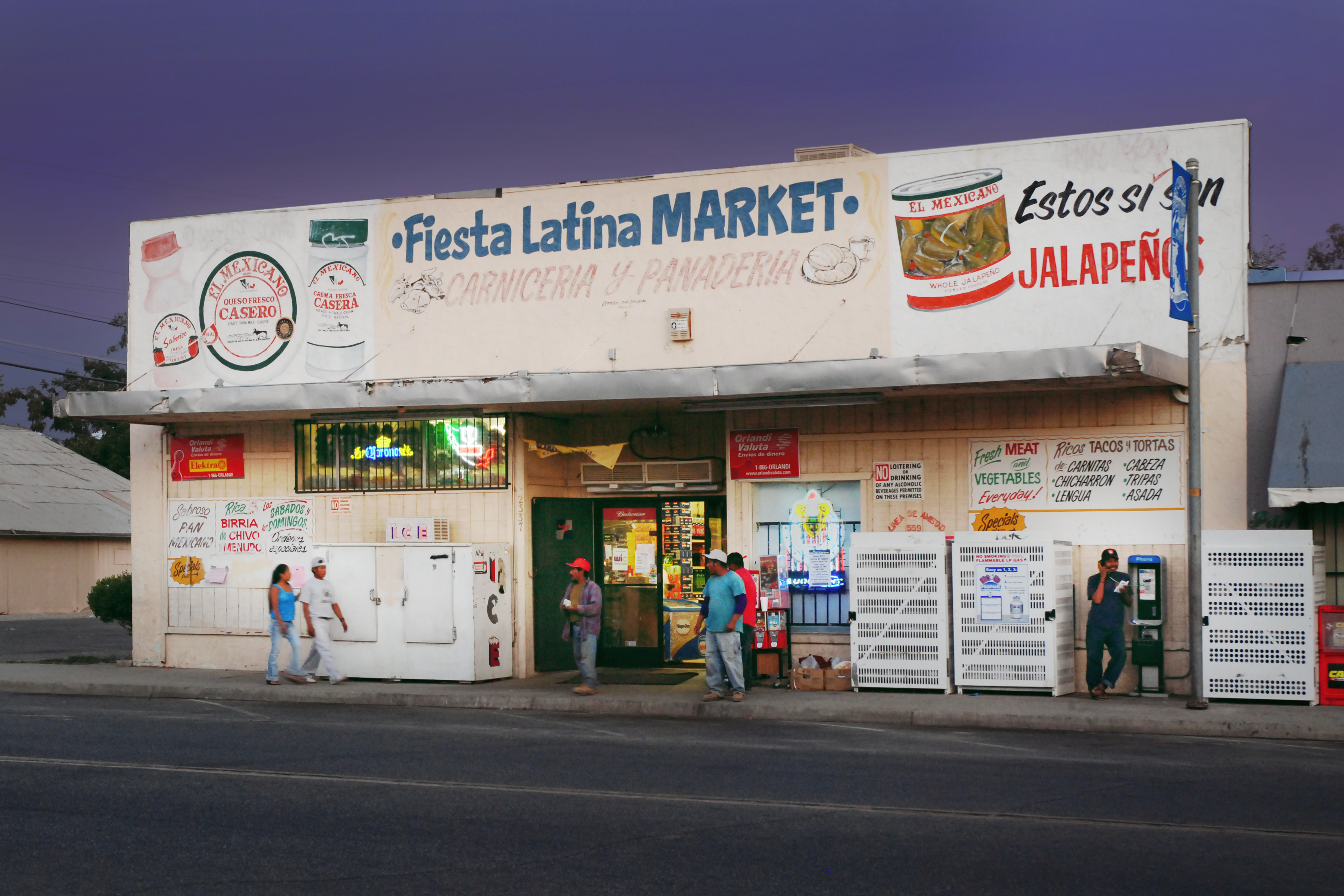
Een winkel in Mendota met een aantal Spaanse advertenties

Volgens de volkstelling van 2010 bedroeg het inwoneraantal dat jaar 11.014 en dat is ten opzichte van tien jaar eerder een stijging van 39,6%, want in 2000 telde de plaats 7.890 inwoners. Van de 11.014 inwoners was 52,9% blank, 1% zwart of Afro-Amerikaans, 1,4% inheems Amerikaans, 0,7% Aziatisch, 40,5% van een ander ras en 3,4% van twee of meerdere rassen. Het aantal hispanics en latinos bedraagt 96,6% van de bevolking, waarvan de meeste afkomstig zijn uit Mexico en El Salvador. Zij vormen geen apart ras en kunnen tot elk van de bovengenoemde rassen behoren.
Verder is de bevolking ook relatief jong, de gemiddelde leeftijd bedraagt iets meer dan 26 jaar, en het gemiddelde aantal personen per huishouden is ongeveer 4,5. Bijna de helft van de bevolking (45,6%) leeft onder de armoedegrens.

## Economie
De economie van Mendota is vooral afhankelijk van de landbouw en de gewassen worden voorzien van water dat afkomstig is uit irrigatiekanalen. Rondom de plaats worden veel cantaloupe-meloenen verbouwd en Mendota staat bekend als het Cantaloupe Center of the World. De meloenen worden hier gepland van midden maart tot en met midden juni en geoogst van midden juni tot en met midden oktober, afhankelijk van het weer. Daarnaast zijn er ook een zonnecentrale, een biomassacentrale, fabrieken en een gevangenis, namelijk de Federal Correctional Institution van Mendota, die de lokale economie ondersteunen.

## Verkeer en vervoer

### Wegen
In Mendota kruisen de State Route 180 en 33. De SR 180 begint bij deze kruising een gaat vervolgens richting het oosten tot in Kings Canyon National Park en vormt zodoende een verbinding met Kerman en Fresno. De SR 33 loopt in noord-zuidrichting van een afslag van de Interstate 5 tot aan de State Route 152 en verbindt Dos Palos, Firebaugh en Mendota met elkaar.

### Luchtverkeer
Net ten oosten van het centrum ligt William Robert Johnston Municipal Airport, ook bekend als Mendota Airport. Het vliegveld wordt beheerd door de City of Mendota en de vluchten vallen onder de algemene luchtvaart. Gemiddeld waren er in 2012 ongeveer tien van zulke vluchten per dag.